# Backomyia hannai
Backomyia hannai är en tvåvingeart som beskrevs av Wilcox och Martin 1957. Backomyia hannai ingår i släktet Backomyia och familjen rovflugor.
Artens utbredningsområde är Kalifornien. Inga underarter finns listade i Catalogue of Life.